# Courménil

Courménil este o comună în departamentul Orne, Franța. În 1 ianuarie 2018 avea o populație de 121 de locuitori.